# Il giorno senza fine
Il giorno senza fine (The Day of Forever), è una raccolta di racconti di fantascienza dello scrittore britannico J. G. Ballard pubblicato nel 1967.

## Storia editoriale
L'antologia pubblicata in Italia nel 1976 raccoglie le dieci seguenti opere brevi:
1. Il giorno senza fine (The Day of Forever, 1966);
2. Prigioniero dell'abisso di corallo (Prisoner of the Coral Deep, 1964);
3. Domani è un milione di anni  (Tomorrow Is a Million Years, 1966);
4. L'uomo del novantanovesimo piano  (The Man on the 99th Floor, 1962);
5. Le Terre di attesa (The Waiting Grounds, 1959);
6. L'ultimo mondo di Mister Goddard (The Last World of Mr. Goddard, 1960);
7. L'assassino gentile (The Gentle Assassin, 1961);
8. Il pomeriggio improvviso (The Sudden Afternoon, 1963);
9. I pazzi (The Insane Ones, 1962);
10. Terra di morte (The Killing Ground, 1969).

La prima edizione di questa antologia è stata pubblicata nel 1967 in Gran Bretagna. La raccolta originale contiene una differenza rispetto all'edizione italiana del 1976: il decimo racconto non è Terra di morte, bensì The Assassination of John Fitzgerald Kennedy Considered As a Downhill Motor Race, pubblicato per la prima volta nel marzo 1967 sulla rivista New Worlds. In Italia è stato pubblicato per la prima volta nell'aprile del 1968 sul primo numero della rivista Executive della Periodici Immordino con il titolo L'assassinio di John Fitzgerald Kennedy visto come una gara automobilistica in discesa.

## Racconti

### Il giorno senza fine
Questo racconto, dal titolo originale The Day of Forever, è stato pubblicato per la prima volta nell'aprile del 1966 nell'antologia di racconti di Ballard intitolata The Impossible Man and Other Stories. In Italia è stato pubblicato per la prima volta in questa omonima antologia.

### Prigioniero dell'abisso di corallo
Questo racconto breve, dal titolo originale Prisoner of the Coral Deep, è stato pubblicato per la prima volta nel marzo del 1964 sull'edizione britannica della rivista Argosy. In Italia è stato pubblicato per la prima volta in questa antologia.

### Domani è un milione di anni
Questo racconto, dal titolo originale Tomorrow Is a Million Years, è stato pubblicato per la prima volta nell'ottobre del 1966 sull'edizione britannica della rivista Argosy. In Italia è stato pubblicato per la prima volta in questa antologia.

### L'uomo del novantanovesimo piano
Questo racconto breve, dal titolo originale The Man on the 99th Floor, è stato pubblicato per la prima volta nel luglio del 1962 sulla rivista New Worlds. In Italia è stato pubblicato per la prima volta nel 1965 con il titolo L'uomo al 99º piano, nel numero 371 della Collana Urania che raccoglieva vari racconti di J.G. Ballard in un volume intitolato Essi ci guardano dalle torri.

### Le Terre di attesa
Questo racconto lungo, dal titolo originale The Waiting Grounds, è stato pubblicato per la prima volta nel novembre del 1959 sulla rivista New Worlds. In Italia è stato pubblicato per la prima volta in questa antologia.

### L'ultimo mondo di Mister Goddard
Questo racconto, dal titolo originale The Last World of Mr. Goddard, è stato pubblicato per la prima volta nell'ottobre del 1960 sulla rivista Science Fantasy. In Italia è stato pubblicato per la prima volta nel 1968 con il titolo Il piccolo mondo del signor Goddard, nel numero 487 della Collana Urania che raccoglieva vari racconti di J.G. Ballard in un volume intitolato Gli scultori di nuvole.

### L'assassino gentile
Questo racconto, dal titolo originale The Gentle Assassin, è stato pubblicato per la prima volta nel dicembre del 1961 sulla rivista New Worlds. In Italia è stato pubblicato per la prima volta in questa antologia.

### Il pomeriggio improvviso
Questo racconto, dal titolo originale The Sudden Afternoon, è stato pubblicato per la prima volta nel settembre del 1963 sulla rivista Fantastic Stories of Imagination. In Italia è stato pubblicato per la prima volta in questa antologia.

### I pazzi
Questo racconto, dal titolo originale The Insane Ones, è stato pubblicato per la prima volta nel gennaio del 1962 sulla rivista Amazing Stories. In Italia è stato pubblicato per la prima volta in questa antologia.

### Terra di morte
Questo racconto breve, dal titolo originale The Killing Ground, è stato pubblicato per la prima volta nel marzo del 1969 sulla rivista New Worlds. In Italia è stato pubblicato per la prima volta in questa antologia.

## Edizioni
- (EN) James G. Ballard, The Day of Forever, 1ª ed., Londra, Panther Books Ltd, settembre 1967.
- James G. Ballard, Il giorno senza fine, traduzione di Lella Costa, n. 5, Fantapocket, Milano, Longanesi & C., settembre 1976.
- (DE) James G. Ballard, Der ewige Tag, traduzione di Michael Walter, n. 56, Phantastische Bibliothek, Francoforte sul Meno, Suhrkamp, 1981, ISBN 978-3-518-37227-2.